# Distrito de Luohu

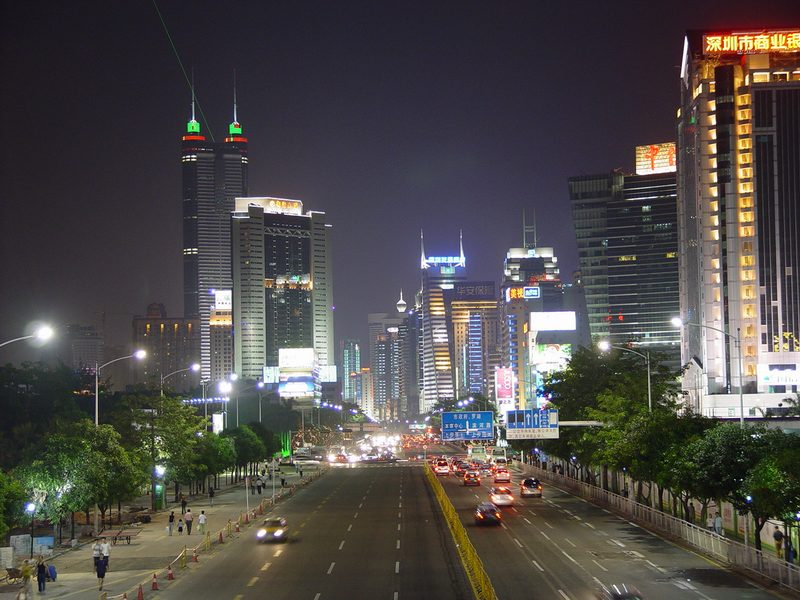
Shenzhen

Distrito de Luohu (罗湖区) é uma distrito da cidade de Shenzhen, da Provincia de Guangdong, na China, tem cerca de 860 mil habitantes.